# 大手町リハビリテーション病院
大手町リハビリテーション病院（おおてまちリハビリテーションびょういん）は、公益財団法人健和会が福岡県北九州市小倉北区大手町に設置する病院。

## 概要
総病床数330床(一般病床(障害施設等一般病棟)55床,療養病床165床,回復期リハビリテーション病棟110床)を備える。
通所リハビリ(デイケア)を併設している。全日本民主医療機関連合会(民医連)に加盟している。

## 診療科
- 内科[3]
- 整形外科[3]
- リハビリテーション科[3]

## 医療機関の認定
- 保険医療機関[3]
- 労災保険指定医療機関[3]
- 生活保護法指定医療機関(中国残留邦人等の円滑な帰国の促進並びに永住帰国した中国残留邦人等及び特定配偶者の自立の支援に関する法律(平成6年法律第30号)に基づく指定医療機関を含む。)[3]
- 公害医療機関[3]
- 指定自立支援医療機関（精神通院医療）[3]
- 身体障害者福祉法指定医の配置されている医療機関[3]
- 原子爆弾被害者一般疾病医療取扱医療機関[3]
- 無料低額診療事業実施医療機関[3]

## 特徴
病院の理念により、差額ベッド料（個室料）を徴収していない。

## 交通アクセス
- JR「小倉駅」より
  - 西鉄バス110・134・138系統,【急行】南朽網・【急行】昭和池入口 乗車、「大手町」停留所より徒歩１分
- JR「西小倉駅」より
  - 西鉄バス110・134・138系統,【急行】南朽網・【急行】昭和池入口 乗車、「大手町」停留所より徒歩１分

## 関連施設
- 健和会大手町病院 - 北九州市小倉北区大手町
- 健和看護学院 - 北九州市小倉北区大手町
- 戸畑けんわ病院 - 北九州市戸畑区
- 健和会京町病院 - 京都郡苅田町京町